# Мужские игры на свежем воздухе
«Мужские игры на свежем воздухе» (латыш. Vīru spēles brīvā dabā) — художественный фильм режиссёра Роланда Калныньша, снятый при участии Гунара Пиесиса на Рижской киностудии в 1978 году.

## Сюжет
Группа кинодокументалистов снимает ленту о лёгкой атлетике. Герои фильма — десятиборцы, ведущие борьбу за победу на одном из главных соревнований сезона. На первое место претендуют заслуженный ветеран Андрей Бурцев и перспективный атлет, вчерашний юниор — Виктор Асеев.
Разгорячённые борьбой, оба лидера нередко допускают сомнительные приёмы. Один, по горькому замечанию, вырвавшемуся из уст одного из тренеров, не умеет красиво выиграть, а другой — красиво проиграть. Занятые только собой, оба спортсмена в итоге уступают первенство талантливому молодому десятиборцу из Красноярска.

## В ролях
- Михаил Барибан — Андрей
- Анатолий Грачёв — Виктор
- Виктор Грузенкин — Костя
- Гунар Цилинский — Леонид Янович
- Валдис Крогис — оператор
- Аквелина Ливмане — Татьяна
- Ивар Калныньш — ассистент
- Герман Климов — Кузнецов
- Алексей Михайлов — Владимир Алексеевич
- Инесса Саулите — Майя
- Ростислав Горяев — Иннокентий Павлович
- Нина Незнамова

## Съёмочная группа
- Автор сценария: Герман Климов
- Режиссёр-постановщик: Роланд Калныньш, Гунар Пиесис
- Оператор-постановщик: Гвидо Скулте
- Композитор: Иварс Вигнерс
- Автор песен: Имантс Калныньш
- Художник-постановщик: Константин Форостенко
- Звукооператор: Виктор Лычёв
- Режиссёр: В. Озере
- Оператор: Гунар Криевс
- Художник по костюмам: И. Кундзиня
- Художник-гримёр: К. Лапиня
- Монтажёр: З. Гейстарте
- Редактор: Т. Маргевич
- Музыкальный редактор: Н. Золотонос
- Консультанты: А. Ефименко, А. Ушаков
- Директор: Виктор Риепша

## Производство
В фильме играла большая группа непрофессиональных актёров. В ролях друзей-соперников выступили одни из самых сильных советских легкоатлетов середины семидесятых годов Михаил Барибан, Анатолий Грачёв и Виктор Грузенкин. В роли оператора киногруппы снялся известный мастер спортивной документалистики Латвии и Советского Союза Валдис Крогис. Также в небольших ролях появились автор сценария фильма Герман Климов, тоже в прошлом легкоатлет-десятиборец, и режиссёр Ростислав Горяев.
По словам Виктора Грузенкина, изначальный сценарий фильма был написан Элемом Климовым под олимпийского чемпиона Николая Авилова, но позже его полностью переписали. На раннем этапе фильм назывался «Круг за кругом», в критическом стиле демонстрировал «три круга» — круг спортсменов, круг тренеров и круг управленцев — «всю правду, включая выпивки и гулянки с девочками». Однако из соображений цензуры в конечном счёте фильм урезали на две трети: «Когда я увидел, что получилось, мне стало противно, и я отказался озвучивать его. Это сделал какой-то рижский актер».